# Gerhard Linhard
Gerhard Linhard (* 1805; † 10. August 1880 in Bad Kissingen) war ein deutscher Gerichts- und Wundarzt sowie von 1854 bis 1865 Bürgermeister (Stadtvorstand) von Bad Kissingen.

## Leben
Um 1805 geboren, war Gerhard Linhard zuerst mit seiner Frau Margaretha in Aschach ansässig und arbeitete dort als Gerichts- und Wundarzt. 1829 zog er nach Bad Kissingen und war sowohl beruflich als auch menschlich sehr angesehen. Die Bürgerschaft wählte ihn 1854 zum Bürgermeister und bestätigte ihn am 15. September 1860 in seinem Amt. Während seiner Amtszeit brachte er zahlreiche Projekte auf den Weg, wie den Ausbau des Feuerturms (1854), den Neubau eines Theaters im Schweizer Stil (1856), des Kurhausbades (1858), einer Evangelischen Schule (1858), einer anglikanischen Kirche (1862) sowie den Anschluss an das Telegrafennetz und die Gründung der Freiwillige Feuerwehr (1860).
Seine Nachfahren besaßen das Hotel, Restaurant und Veranstaltungspavillon „Frühlingsgarten“. Auf dem Gelände steht heute das Wellnesshotel „Frankenland“.